# Eoxenopoides reuningi
Genre
Espèce
Eoxenopoides reuningi est une espèce éteinte d'amphibiens de la famille des Pipidae, la seule du genre Eoxenopoides.

## Répartition
Cette espèce a été découverte en Afrique du Sud, elle date du Crétacé.

## Publication originale
- (en) Haughton, 1931 : On a collection of fossil frogs from the Clays at Banke. Transactions of the Royal Society of South Africa, vol. 19, no 3, p. 233-249.